# Прапор Читинської області

Прапор Читинської області

Прапор Читинської області є символом Читинської області. Прийнято 21 грудня 1995 року.

## Опис
Прапор Читинської області являє собою прямокутне полотнище, розділене вилоподібно на три частини (поля N1, N2, N3). 
Рівнобедрений трикутник (поле N1) має основу, рівну ширині прапора, і висоту, рівну половині довжини. Поле N1 — жовтого кольору, поле N2 — зеленого кольору, поле N3 — червоного кольору. Відношення ширини прапора до його довжини 2:3.  

### Тлумачення символіки
Структура прапора перебуває в стильовій єдності з гербом Читинської області. Малюнок прапора, його колірне зображення взяті з елемента палісаду, зображеного на гербі міста Чити. 
Сполучення червоного й зеленого кольорів символізує колір прикордонного стовпа, жовтий колір — колір забайкальського козацтва, що захищав східні рубежі Росії з давніх часів. Таке сполучення кольорів говорить про те, що Читинська область здавна й дотепер є форпостом Російської держави на Сходу. Склад кольорів прапора також повторює основні кольори герба Читинской області, символізуючи собою природні особливості області: 
- жовтий — безкрайній степ
- зелений — тайгу, багатий тваринний світ
- червоний — енергомісткі надра

На символіку кольорів прапора поширюваєтся також геральдичне значення кольорів: жовтий — символ багатства й справедливості; зелений — символ надії, радості й достатки; червоний — символ мужності й безстрашності. 